# Dennisiodiscus
Dennisiodiscus Svrček – rodzaj workowców z klasy patyczniaków (Leotiomycetes).

## Systematyka i nazewnictwo
Pozycja w klasyfikacji według Index Fungorum: Ploettnerulaceae, Helotiales, Leotiomycetidae, Leotiomycetes, Pezizomycotina, Ascomycota, Fungi.
Takson utworzył Mirko Svrček w 1976 r. Synonim: Trichodiscus Kirschst.
Gatunki występujące w Polsce:
- Dennisiodiscus prasinus (Quél.) Svrček 1976

Nazwy naukowe oraz wykaz gatunków na podstawie Index Fungorum. Wykaz gatunków według M.A. Chmiel.